# I Saw Mommy Kissing Santa Claus (film)
I Saw Mommy Kissing Santa Claus är en amerikansk långfilm från 2002 i regi av John Shepphird, med Connie Sellecca, Corbin Bernsen, Cole Sprouse och Dylan Sprouse i rollerna.

## Handling
Den 8-årige pojken Justin (Dylan och Cole Sprouse) ser sin mamma (Connie Sellecca) ge Justins pappa en kyss. Det enda problemet är att pappan David (Corbin Bernsen) är utklädd till tomte. Justin tror att tomten försöker att ersätta hans pappa, och Justin, som brukade vara snäll och duktig, blev helt plötsligt olydig och ganska elak, eftersom han ville att tomten skulle sticka iväg och lämna hans mamma i fred. Han kastar snöbollar, sätter upp fällor och sparkar tomten som han ser säga "God jul" till alla på gatan. Samtidigt skiljer sig föräldrarna till Justins kompis Bobby (Eric Jacobs) och Bobby, som brukade vara olydig och elak, blev snäll och duktig (Justins raka motsats) för att tomten skulle fixa så att hans föräldrar blev ihop igen.

## Rollista
| Connie Sellecca        | – Stephanie Carver |
| Corbin Bernsen         | – David Carver     |
| Dylan och Cole Sprouse | – Justin Carver    |
| Eric Jacobs            | – Bobby Becker     |
| Sonny Carl Davis       | – Santa            |
| Tony Larimer           | – Grandpa Irwin    |
| David Millbern         | – Felix Becker     |
| Shauna Thompson        | – Marie Becker     |
| Joan Mullaney          | – Ms. Crumley      |
| JJ Neward              | – Janine           |
| Paul Kiernan           | – Sal Jenkins      |
| Caitlin E.J. Meyer     | – Mary Poindexter  |
| Jeff Olson             | – Principal Hoke   |
| Frank Gerrish          | – Sidney           |